# Túpac Katari
Julián Apaza Nina, más conocido como Túpac Katari, Túpaj Katari, o simplemente Katari (Ayo Ayo, Corregimiento de La Paz, Virreinato del Perú, 1750 - Corregimiento de La Paz, Virreinato del Río de la Plata, 15 de noviembre de 1781) fue un caudillo aimara que lideró una de las mayores rebeliones indígenas contra el dominio español en el Alto Perú.

## Biografía
Nació en 1750, hijo de Nicolás Apaza y Marcela Nina. Quedó huérfano a temprana edad y, bajo la tutela de su tío, el curaca Manuel, fue entregado al servicio del párroco de Ayo Ayo. Allí desempeñó diversos roles, inicialmente como monaguillo, luego como sacristán y, finalmente, como campanero. 
Posteriormente trabajó dos años como peón en la mina de San Cristóbal, en Oruro, desempeñandose inicialmente como barretero y, más tarde, como acarreador de mineral. Durante su estancia en la mina, fue testigo de las extremas condiciones de trabajo y explotación a las que eran sometidos los indígenas, lo que le permitió constatar la gravedad de la opresión colonial. Estas experiencias lo motivaron a cuestionar el orden establecido y a proclamar la necesidad de una rebelión en contra de la explotación y las injusticias sufridas por su pueblo.
Se trasladó a Sica Sica, donde trabajó como panadero para el capitán español Bolaños. En esta localidad, contrajo matrimonio con Bartolina Sisa. Posteriormente, se dedicó al comercio como trajinante minorista, viajando hasta La Paz, donde estudió las opiniones y sentimientos de los indígenas, mestizos y cholos, observando especialmente el creciente descontento ante la explotación del régimen virreinal.
El escribano de guerra Esteban de Loza describió a Tupac Katari como: "Julián Apaza, natural del pueblo de Ayo Ayo, indio de muy inferior calidad, que había ejercido los oficios más bajos, siendo uno de los de mayor pobreza durante su vida. Era de mediana estatura, feo de rostro, algo contrahecho de piernas y manos, pero sus ojos aunque pequeños y hundidos junto con sus movimientos demostraban la mayor viveza y resolución. De color algo blanco para lo que regularmente tienen los indios de esta región."

## Rebelión de Túpac Katari

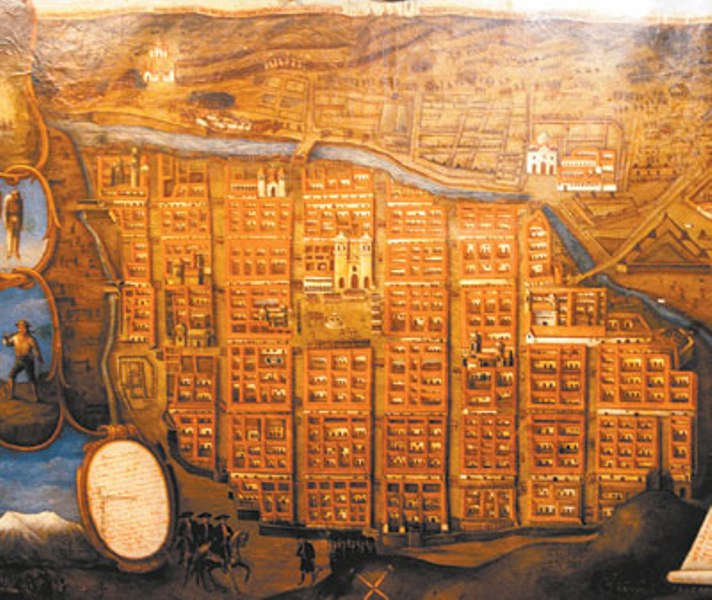
Plano de la ciudad de La Paz en 1781.

### Levantamiento y liderazgo
En 1781, inspirado por la rebelión de Túpac Amaru II en la región, Túpac Katari logró reunir a miles de seguidores a pesar de su origen humilde, pues no pertenecía a ninguna familia de curacas. Su figura adquirió gran prestigio entre los indígenas del Alto Perú, quienes lo vieron como un líder capaz de desafiar el dominio colonial.
Túpac Katari formó un ejército de cuarenta mil hombres y marchó a la ciudad de La Paz con la intención de tomarla. Aunque no logró derrotar a las tropas del comandante español Sebastián de Segurola, consiguió sitiar la ciudad y bloquear el ingreso de alimentos, esperando que los habitantes se rindieran. Entre sus principales colaboradores estaban Bonifacio Chuquimamani, que actuaba como secretario de Katari, y Pedro Obaya, quien afirmaba ser sobrino de Túpac Amaru II. 
A pesar de su rechazo a la autoridad virreinal, Katari mostró una actitud ambigua respecto a la Iglesia católica. Durante su campaña, celebró festividades como Corpus Christi, la Invención de la Santa Cruz y la Semana Santa, en la cual imitó el lavado de pies de Jesucristo. Uno de sus más leales consejeros fue el sacerdote de Huarina, Julián Bustillos, quien lo acompañó hasta sus últimos días. Sin embargo, algunos clérigos se opusieron a su lucha, como Sebastián Limachi, sacerdote de Guaqui quien fue ejecutado por orden de Katari 
Adoptó el seudónimo de Túpac Katari en homenaje a Túpac Amaru II y a Tomás Katari, cacique de Chayanta. En su lucha también contó con el apoyo de su esposa, Bartolina Sisa, y su hermana menor, Gregoria Apaza. 

### El asedio de La Paz y las tensiones internas
En junio de 1781, Túpac Katari tuvo conocimiento del avance de un ejército español comandado por Ignacio Flores, compuesto por 1.500 soldados. Decidió interceptarlo en su ruta hacia La Paz, dejando el asedio de la ciudad bajo el mando de su esposa, Bartolina Sisa. Sin embargo, la estrategia fracasó: as tropas indígenas fueron derrotadas en Calamarca y Bartolina Sisa, junto con Bonifacio Chuquimamani y Pedro Obaya, fue capturada en La Paz. Ante la pérdida de sus principales aliados y la dispersión de sus fuerzas, Katari se retiró, lo que permitió la liberación de la ciudad a finales de junio. 
La situación cambió cuando lgnacio Flores se retiró por la escasez de suministros. En agosto de 1781, Katari etomó el sitio de La Paz, aunque esta vez debió compartir el liderazgo con Andrés Túpac Amaru, quien había logrado una importante victoria en el Sitio de Sorata y mantenía una relación con Gregoria Apaza, hermana de Katari. Sin embargo, surgieron tensiones entre ambos, ya que Andrés Túpac Amaru, descendiente de los incas, se consideraba superior a Katari, quien no tenía ascendencia noble. Esta rivalidad se reflejó en la división de sus campamentos durante el asedio.
El 29 de septiembre, Andrés Túpac Amaru fue convocado por Diego Cristóbal Túpac Amaru y se retiró a Azángaro, dejando su ejército al mando de Miguel Bastidas. Su partida debilitó el asedio indígena. 
El 17 de octubre, un ejército español comandado por José de Reseguín rompió el Sitio de La Paz. La resistencia indígena se fragmentó: una parte del ejército siguió a Miguel Bastidas hacia Peñas, mientras que Katari se retiró a Achacachi para reorganizar sus fuerzas. 
Aprovechando la baja moral entre los insurgentes, el virrey  Agustín de Jáuregui ofreció amnistía a quienes depusieran las armas, lo que llevó a la rendición de varios líderes indígenas. 

### Derrota, traición y captura
El 3 de noviembre de 1781, se firmaron las Paces de Patamanta, mediante las cuales 20.000 indígenas de Peñas aceptaran el perdón de la Corona española y abandonaran la lucha. Sin embargo, Túpac Katari rechazó la amnistía y continuó reorganizando sus fuerzas dispersas.
Poco después, se dirigió a Copacabana con la intención de castigar al cacique Miguel Sonco (Guamasonco) quien se había negado a apoyarlo. En el camino, fue traicionado por Tomás Sisa López y por el coronel de Achacachi, Inga Lipe el Mayor, quienes lo capturaron y entregaron a las autoridades coloniales la noche del 9 de noviembre de 1781.
Como reconocimiento a los esfuerzos y sacrificios de los habitantes de La Paz durante los asedios, la Corona española concedió a la ciudad el título de "noble, valerosa y fiel" mediante cédula real del 20 de mayo de 1784.

## Muerte y continuación de la lucha

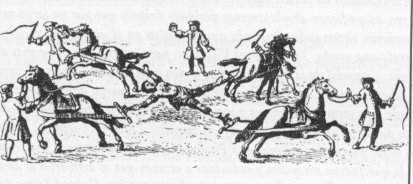
Intento de descuartizamiento de Túpac Amaru II en 1781. La sentencia de Túpac Katari fue similar.

Tras su captura, Tupac Katari fue sometido a juicio por un tribunal colonial presidido por el oidor Francisco Tadeo Díez de Medina, con la participación de su sobrino, el fiscal José Mariano Sanjurjo. La sentencia dictaminó su ejecución por descuartizamiento. En la resolución se argumentó la necesidad de erradicar cualquier vestigio de su linaje y el de Túpac Amaru II, señalando:

«Ni al rey ni al estado conviene, quede semilla, o raza de éste o de todo Tupaj Amaru y Tupaj Katari por el mucho ruido e impresión que este maldito nombre ha hecho en los naturales… Porque de lo contrario, quedaría un fermento perpetuo…»

Según la tradición oral aimara, antes de su muerte pronunció la frase:

«Volveré y seré millones.»

Sin embargo, esta frase también es atribuida a Túpac Amaru II. En la década de 1970 el escritor boliviano Fausto Reinaga atribuye la frase a Tupac Katari. Aunque lo cierto es que en los escritos de la época solo se tiene registrado el arrepentimiento de Katari y el ruego que hizo por su alma, quizás todo esto producto de la tortura a la que fue sometido, nunca se registraron sus últimas palabras. 
Tupac Katari fue ejecutado el 15 de noviembre de 1781 en la plaza de Peñas. Su cabeza fue exhibida en La Paz, primero en la plaza principal y luego en el cerro Killi Killi. Sus extremidades fueron distribuidas de la siguiente manera: el brazo derecho, en Ayo Ayo y luego en Sica Sica; el brazo izquierdo, en Achacachi; la pierna derecha, en Chulumani; y la pierna izquierda, en Caquiaviri.

## María López y su relación con Túpac Katari
Entre las personas arrestadas junto a Túpac Katari se encontraba María López, conocida como Lupiza, una indígena que trabajaba como sirvienta del sacerdote de Sica Sica. Katari la había tomado prisionera y, posteriormente, se convirtió en su amante en abril de 1781.
Las líderes insurgentes Bartolina Sisa y Gregoria Apaza, esposa y hermana de Katari respectivamente, acusaron a Lupiza de recibir joyas de su amante y ocultarlas. Sin embargo, López declaró que Katari la golpeaba y que nunca quiso estar con él. Tras estas declaraciones, las autoridades coloniales la liberaron, considerándola una víctima del caudillo indígena.

## Descendencia
Túpac Katari tuvo un único hijo con Marcela Sisa, quien no debe confundirse con Bartolina Sisa, su esposa.
Su hijo, Anselmo Apaza Sisa, también conocido como Anselmo Túpac Katari, tenía siete años en 1781, según el interrogatorio de su padre. Tras la muerte de su madre, fue criado por su tío Martín Apaza, quien lo llevó a Azángaro, bajo el cuidado de Andrés Túpac Amaru. En 1783, las autoridades coloniales ordenaron la captura de los familiares de los líderes indígenas, por lo que Anselmo fue arrestado en marzo de ese año. Fue condenado al exilio, pero falleció en Cuzco en marzo de 1784 debido a un "accidente natural", según consta en su partida de defunción. Su cuerpo fue enterrado en la catedral de la ciudad por el sacerdote Buenaventura Loayza. 

## Reconocimientos

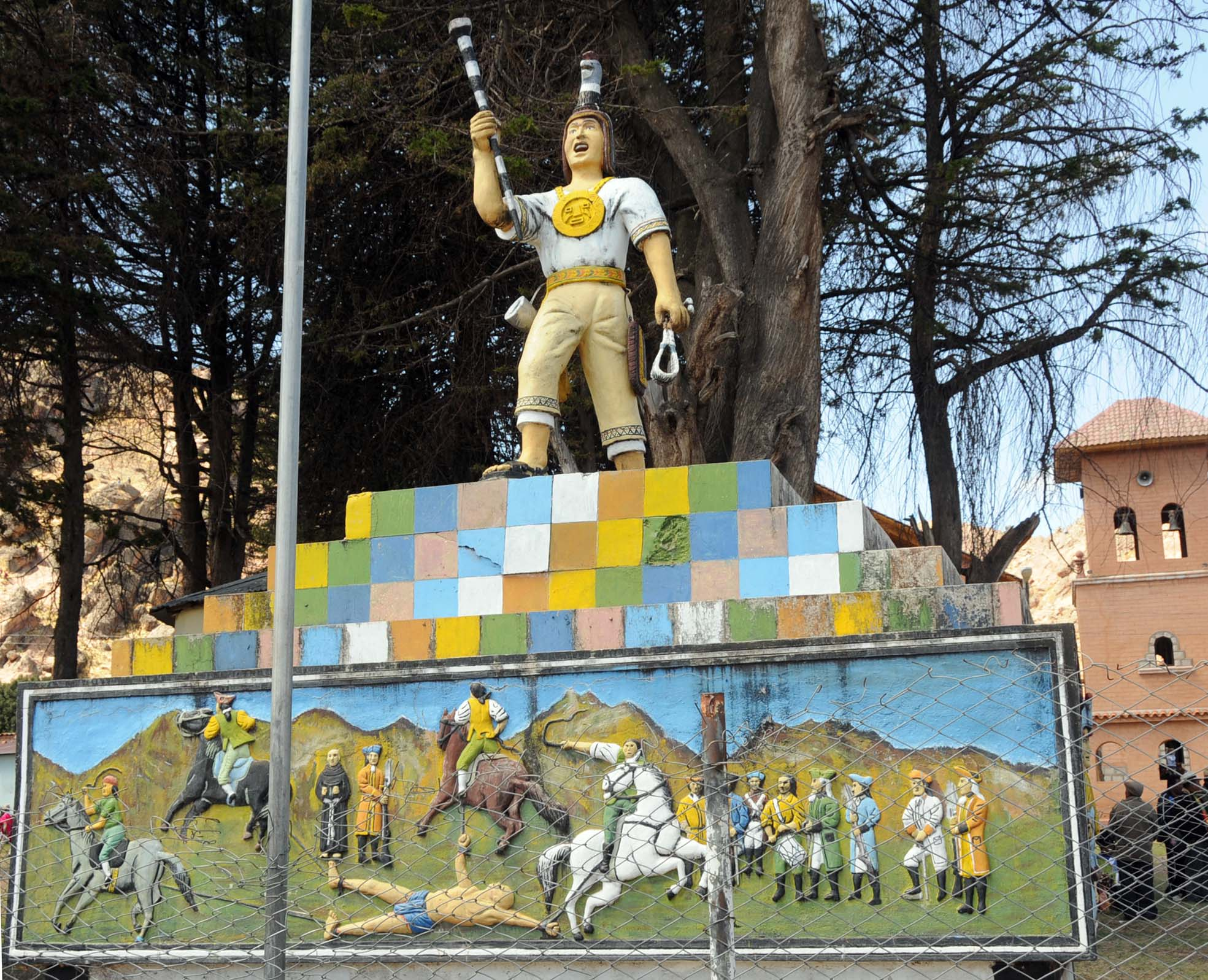
Monumento a Túpac Katari, en la localidad de Peñas

En Bolivia, el 15 de julio de 2005 el expresidente Eduardo Rodríguez Veltzé declaró (mediante Ley n.º 3102) «Héroe y Heroína Nacional Aymara a Julián Apaza y Bartolina Sisa».
En Argentina, en el marco de los festejos del Bicentenario se inauguró el 25 de mayo de 2010 una Galería de los Patriotas Latinoamericanos, en el que Bolivia está representada por retratos de Túpac Katari, Pedro Domingo Murillo y Bartolina Sisa. La muestra pictórica está ubicada en el denominado "Salón de los Héroes del Bicentenario", en la Casa Rosada.
El primer satélite de telecomunicaciones de Bolivia, cuyo fin es apoyar iniciativas educativas y mantener la seguridad del Estado, lleva su nombre.
Desde 2019, fue incorporado en el nuevo diseño del billete de 200 Bolivianos.

## En la cultura popular
- Túpac Katari y su esposa Bartolina Sisa son muy populares en Bolivia. Su nombre de guerra, Túpac Katari, como su verdadero nombre, Julián Apaza, se han utilizado como parte del nombre de partidos políticos, grupos guerrilleros, sindicatos, escuelas e incluso como primer nombre de personas.[10] Algo similar ocurre con el nombre de Bartolina Sisa.
- El desmembramiento de Túpac Katari (y también el de Túpac Amaru II) fueron una fuente importante de inspiración para los movimientos kataristas, relacionándolo con la frase final atribuida a él mismo: "Volveré y seré millones". Así, estos movimientos buscan simbólicamente reunir los miembros de Túpac Katari (piernas, brazos y cabeza) para que así vuelva y sea millones.
- Artistas bolivianos le han dedicado canciones, poemas, pinturas y otros tipos de expresiones artísticas.  Entre ellos el grupo Kala Marka con la canción "Túpac Katari" y Los Kjarkas con su instrumental "Funeral de Túpac Katari".
- Los chilenos de la Banda Conmoción dedicaron al caudillo su canción Cuerpo Repartido, del disco Cuerpo Repartido (2011).